# Беніґно Акіно (молодший)
Беніґно Сімеон «Ніной» Акіно-молодший (тагал. Benigno Simeon "Ninoy" Aquino, Jr. ; 27 листопада 1932 — 21 серпня 1983) — філіппінський політичний діяч, син Бенігно Акіно-старшого.
Сенатор, губернатор провінції Тарлак, генеральний секретар Ліберальної партії, а також лідер опозиції президенту Фердинанду Маркосу. За правління останнього провів деякий час у в'язниці, а потім був змушений залишити батьківщину. Був убитий у міжнародному аеропорту Маніли (який згодом був названий на його честь) після повернення додому з еміграції до США. Підозра в злочині впала на Маркоса, який у ході президентських виборів у 1986 році, що переросли в результаті в народні хвилювання, залишив Філіппіни, і пост президента зайняла вдова Бенігно Корасон Акіно.
2004 року день смерті Бенігно Акіно був проголошений національним святом і неробочим днем. З 30 червня 2010 року по 30 червня 2016 року президентом Філіппін був його син Бенігно Акіно III.

## Раннє життя та кар'єра

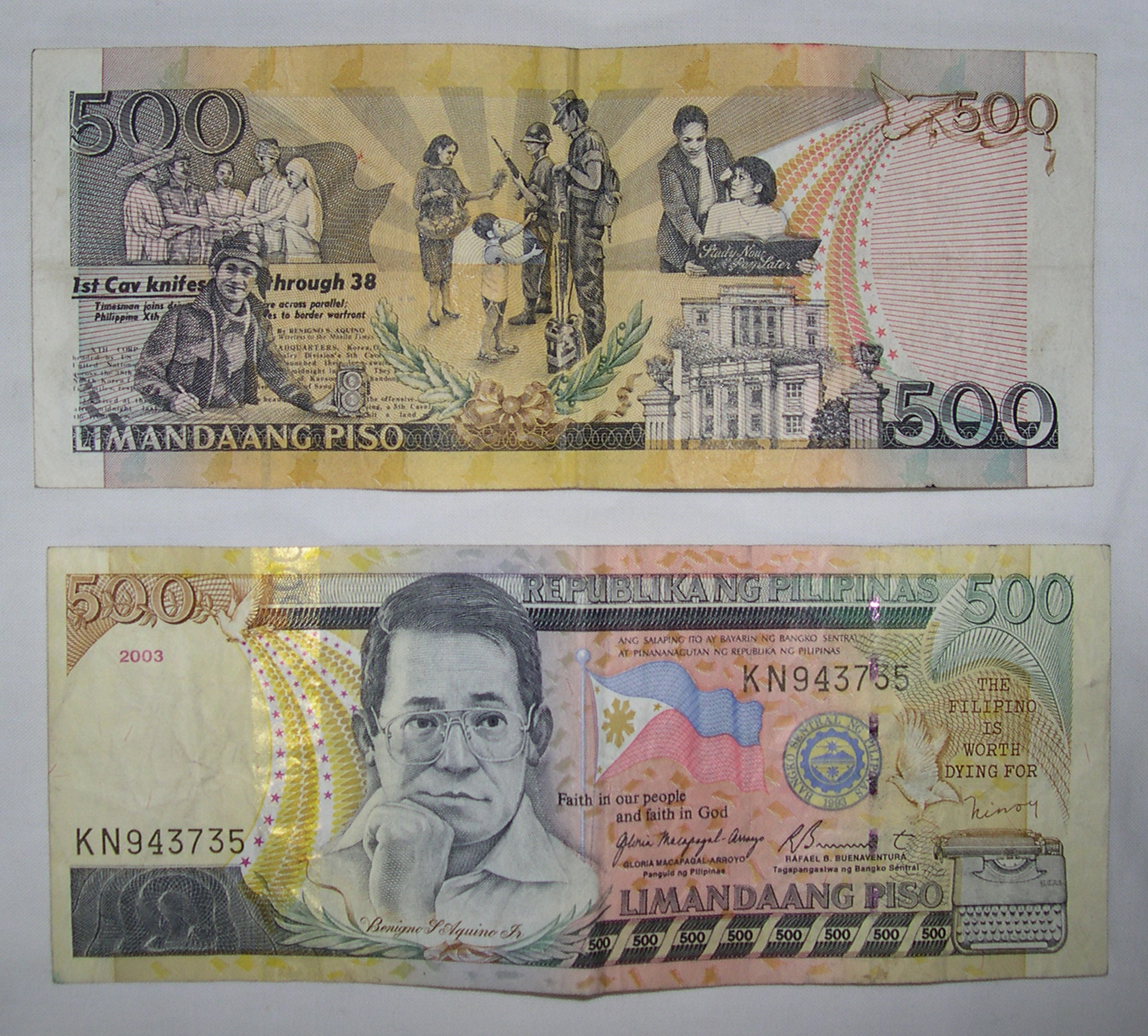
Бенігно Акіно на банкноті 500 песо

Беніньо Сімеон Акіно молодший народився в Консепсьйоні, Тарлак, 27 листопада 1932 року в родині Беніньо Акіно-старшого, який тоді був сенатором від 3-го округу та лідера більшості в Сенаті, та Аврори Лампи Акіно із процвітаючої родина гасьєндеро, первісних власників Гасіенди Тінанг.
Його дід, Сервільяно Акіно, був генералом революційної армії Еміліо Агінальдо, офіційно визнаного першого президента Філіппін.
Початкову освіту він отримав на факультеті базової освіти коледжу Де Ла Саль, а закінчив на факультеті базової освіти коледжу Святого Йосипа в Кесон-Сіті. Потім він закінчив середню школу коледжу Сан-Беда. Акіно отримав вищу освіту в Університеті Атенео де Маніла, щоб отримати ступінь бакалавра мистецтв, але він перервав навчання. Згідно з однією з його біографій, він вважав себе середнім студентом; його оцінка не була в межах 90-х і не впала в 70-ті. У віці 17 років він був наймолодшим військовим кореспондентом, який висвітлював Корейську війну для The Manila Times дона Хоакіна «Чіно» Росеса. За свої журналістські досягнення він отримав орден Почесного легіону Філіппін від президента Елпідіо Квіріно, коли йому було 18 років. У 21 рік він став близьким радником тодішнього міністра оборони Рамона Магсайсая. Акіно вивчав право в Університеті Філіппін Діліман, де став членом Upsilon Sigma Phi, того ж братства, що й Фердинанд Маркос. Однак він знову перервав навчання, щоб продовжити кар’єру журналіста. За словами Максимо Солівена, Акіно «пізніше «пояснив», що він вирішив відвідувати якомога більше шкіл, щоб мати якомога більше нових друзів». На початку 1954 року президент Рамон призначив його на посаду. Магсайсай, спонсор його весілля в 1953 році в церкві Скорботної Богоматері в Пасаї з Коразон Коджуангко, щоб діяти як особистий емісар Луїса Тарука, лідера повстанської групи Хукбалахап. Після чотирьох місяців переговорів йому приписали беззастережну капітуляцію Тарука і 14 жовтня 1954 року він отримав другу нагороду Філіппінського ордена Почесного легіону зі ступенем командора.
Він став мером Консепсьйона в 1955 році у віці 23 років.

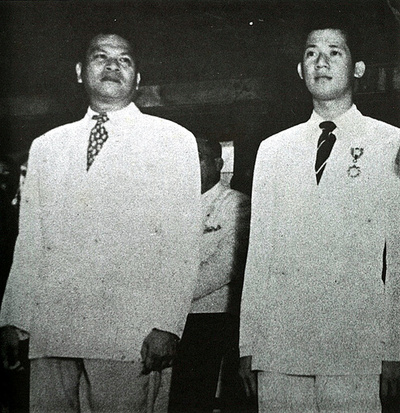
Беніньо Акіно молодший (справа) з президентом Рамоном Магсайсаєм у серпні 1951 року

## Політична кар'єра
Акіно рано познайомився з політикою Філіппін, оскільки народився в одному з філіппінських політичних і земельних кланів. Його дід служив при президенті Агінальдо, а батько обіймав посаду при президентах Кесоні та Хосе П. Лорелі. Як наслідок, Акіно зміг бути обраним мером, коли йому було 23 роки. Через п'ять років він був обраний наймолодшим віце-губернатором країни у 27 років. Через два роки він став губернатором провінції Тарлак у 1961 році, а потім генеральним секретарем Ліберальної партії в 1966 році.
У 1968 році, під час свого першого року перебування на посаді сенатора, Акіно стверджував, що Маркос був на шляху до створення «гарнізонної держави» шляхом «збільшення бюджету збройних сил», обтяжуючи оборонне відомство «генералами, які залишилися поза межами» та «мілітаризувавши наші цивільні урядові установи». ."
Акіно став відомим як постійний критик режиму Маркоса, оскільки його яскрава риторика зробила його улюбленцем ЗМІ. Його найбільш полемічну промову «Пантеон для Імельди» він виголосив 10 лютого 1969 року. Він назвав Культурний центр, перший проект першої леді Імельди Маркос, екстравагантним, назвав його «пам’ятником ганьби».
Лише після вибуху на площі Міранда 21 серпня 1971 року виникла модель прямого зіткнення між Маркосом і Акіно. О 21:15 на стартовому мітингу ЛПУ кандидати вишикувались на імпровізованому майданчику та підняли руки вгору, а натовп аплодував. Оркестр грав, феєрверк привернув увагу, коли раптом пролунали два гучних вибухи, які, очевидно, не були частиною шоу. В одну мить сцена стала сценою дикої бійні. Пізніше поліція виявила дві осколкові гранати, які кинули на сцену "невідомі". Вісім людей загинули, ще 120 отримали поранення, багато з них у важкому стані.
Акіно, обраний сенатором у 1967 році, не був кандидатом на проміжних виборах 1971 року, отже, не був на площі Міранда, але його відсутність змусила деяких припустити, що друзі Акіно в Новій народній армії (NPA) повідомили йому заздалегідь. Неназвані джерела звинуватили Акіно в причетності. Ніхто ніколи не був притягнутий до відповідальності за напад. Багато істориків продовжують підозрювати Маркоса як винуватця інциденту, оскільки він, як відомо, використовував напади під помилковим прапором як привід для оголошення воєнного стану в той час. Історик Джозеф Скеліс, однак, стверджував, що хоча уряд Маркоса був союзником Комуністичної партії Філіппін у здійсненні вибухів на початку 1970-х років, «історичні дані тепер переконливо свідчать про те, що Комуністична партія Філіппіни, незважаючи на те, що були союзниками Ліберальної партії, відповідальні за цей вибух, вважаючи його засобом сприяння репресіям, які, на їхню думку, прискорять революцію.

## Перші роки воєнного стану
Маркос оголосив воєнний стан 21 вересня 1972 року через Прокламацію № 1081 і вийшов в ефір для трансляції своєї декларації опівночі 23 вересня. Акіно та сенатор Діокно були двома з перших, кого заарештували, і їх ув’язнили у форті Боніфаціо за сфабрикованими звинуваченнями у вбивстві, незаконному зберіганні вогнепальної зброї та підривній діяльності. Акіно судили перед Військовою комісією № 2, очолюваною генерал-майором Хосе Сиджуко, і перемістили до кімнати під кодовою назвою «Альфа» у форті Магсайсай у Лаурі, Нуева-Есія.
4 квітня 1975 року Акіно оголосив про голодування до смерті на знак протесту проти несправедливості військового суду. Протягом десяти днів голодування він наказав своїм адвокатам відкликати всі клопотання, які він подав до Верховного суду. Минали тижні, і він харчувався виключно таблетками солі, бікарбонатом натрію, амінокислотами та двома склянками води на день. Навіть коли він слабшав, страждав від ознобу та судом, солдати силою потягли його на засідання військового трибуналу. Його родина та сотні друзів і прихильників щоночі слухали месу в Сантуаріо де Сан-Хосе в Грінхіллс, Сан-Хуан, молячись за його виживання. Ближче до кінця вага Акіно впала з 54 до 36 кілограмів. Тим не менш, Акіно зміг пройти весь час свого випробування. 13 травня 1975 року, на 40-й день, його родина, кілька священиків і друзів благали його припинити піст, вказуючи на те, що навіть Христос постив лише 40 днів. Він погодився, упевнений, що зробив символічний жест.
Однак він залишився у в'язниці, а суд тривав і затягнувся на кілька років. Під час судового процесу Акіно казав, що військовий трибунал не має повноважень над його справами та справами його співобвинувачених. 25 листопада 1977 року Військова комісія визнала Акіно, а також лідерів NPA Бернабе Бускайно (Кумандер Данте) і лейтенанта Віктора Корпуса винними за всіма звинуваченнями та засудила їх до страти через розстріл. Маркос пом’якшив їхній смертний вирок через міжнародний тиск на дотримання прав людини його урядом.

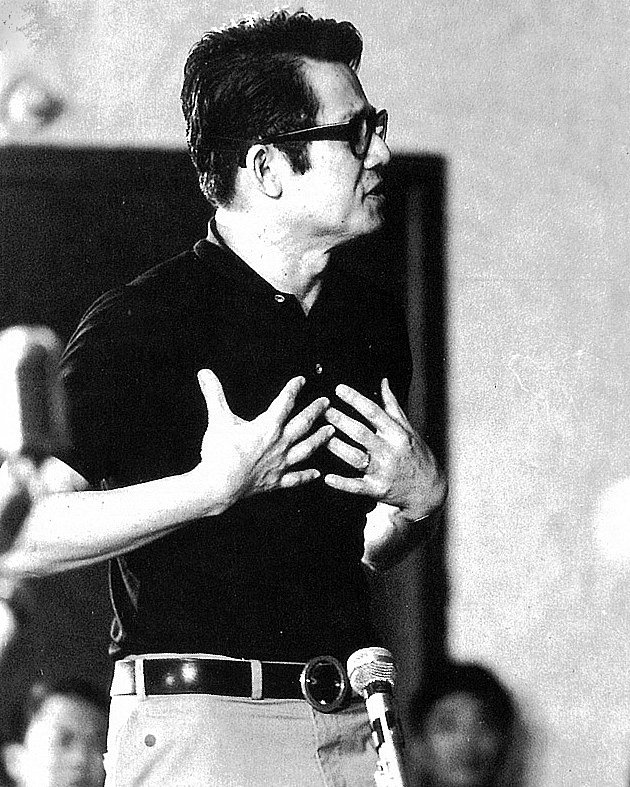
Беніньо Акіно молодший виступає з підготовленою заявою проти режиму президента Фердинанда Е. Маркоса.

## Планування повернення на Філіппіни
У першому кварталі 1983 року Акіно отримав новини про погіршення політичної ситуації в його країні та чутки про погіршення здоров'я президента Маркоса. Він вважав, що для нього було б доцільно поговорити з Маркосом і представити йому своє обґрунтування повернення країни до демократії, перш ніж екстремісти взяли верх і зробили таку зміну неможливою. Більше того, роки його відсутності змусили його союзників хвилюватися, що філіппінці могли змиритися з правлінням сильного Маркоса і що без його керівництва центристська опозиція помре природною смертю.
Акіно вирішив повернутися на Філіппіни, повністю усвідомлюючи небезпеки, які на нього чекають. Попереджений, що його або ув’язнять, або вб’ють, Акіно відповів: «Якщо мені судилося померти від кулі вбивці, нехай так і буде. Але я не можу бути збентеженим бездіяльністю чи страхом убивства, і тому залишаюся осторонь. Його родина, однак, дізналася від представника консульства Філіппін, що Міністерство закордонних справ має наказ не видавати їм жодних паспортів. На той час термін дії їхніх паспортів закінчився, і їм було відмовлено в продовженні. Тому вони сформулювали план, згідно з яким Акіно полетів сам (щоб привертати менше уваги), а решта сім’ї слідувала за ним через два тижні. Незважаючи на заборону уряду видавати йому паспорт, Акіно придбав його за допомогою Рашида Лукмана, колишнього законодавця Мінданао та засновника Фронту визволення Бангсаморо, сепаратистської групи Моро проти Маркоса. Він носив псевдонім Marcial Bonifacio (Marcial для воєнного стану та Bonifacio для форту Боніфаціо, його колишньої в'язниці).[39] Зрештою він отримав законний паспорт від співчувача, який працював у філіппінському консульстві, за допомогою Роке Р. Аблана молодшого, який тоді був конгресменом. Уряд Маркоса попередив усі міжнародні авіакомпанії, що їм буде відмовлено в праві на посадку та вони будуть змушені повернутися, якщо вони спробують повернути Акіно на Філіппіни. Акіно наполягав, що це його природне право як громадянина повернутися на батьківщину, і що жоден уряд не може перешкодити йому в цьому. Він покинув міжнародний аеропорт Логан 13 серпня 1983 року, повернувшись додому з Бостона через Лос-Анджелес до Сінгапуру. У Сінгапурі тодішній Тунку Ібрагім Ісмаїл із Джохора зустрів Акіно після його прибуття, а пізніше привіз його в Джохор для зустрічі з іншими малазійськими лідерами. Одного разу в Джохор Акіно зустрівся з батьком Тунку Ібрагіма, султаном Іскандаром, який був близьким другом Акіно.
Потім він вирушив до Гонконгу і далі до Тайбея. Він обрав Тайбей як останню зупинку, коли дізнався, що Філіппіни розірвали дипломатичні відносини з Республікою Китай (Тайвань). Це допомогло йому почуватися безпечніше; уряд Тайваню міг зробити вигляд, що не знає про його присутність. Також його супроводжуватиме пара тайванських друзів. З Тайбея він прилетів до Маніли на рейсі 811 авіакомпанії China Airlines, що була на той час Тайваню.
Маркос хотів, щоб Акіно тримався подалі від політики, однак Акіно, заявивши, що «філіппінець вартий того, щоб за нього померти». Він хотів висловити щире благання Маркоса піти у відставку для мирної зміни режиму. і повернення до демократичних інститутів. Передчуваючи найгірше, під час інтерв’ю у своєму номері в готелі Taipei Grand Hotel він розповів, що буде носити бронежилет, але також сказав, що «це добре лише для тіла, але в голові немає нічого іншого, можна зробити." Відчуваючи власну приреченість, він сказав журналістам, які супроводжували його в польоті: «Ви повинні бути дуже готові з камерою, тому що ця дія може стати дуже швидкою. Через три-чотири хвилини все може закінчитися, ви знаю, і [сміється], можливо, після цього я більше не зможу з тобою поговорити». Його останнє телевізійне інтерв’ю з журналістом Джимом Лорі відбулося в літаку безпосередньо перед його вбивством.
У своїй останній офіційній заяві, яку він не зміг виконати, він сказав: «Я повернувся за власним бажанням, щоб приєднатися до лав тих, хто бореться за відновлення наших прав і свобод шляхом ненасильства. Я не прагну до конфронтації».

## Вбивство
Акіно був застрелений у голову після повернення на Філіппіни 21 серпня 1983 року. Близько 1000 співробітників служби безпеки були призначені урядом Фердинанда Маркоса для забезпечення безпечного повернення Акіно до його камери у форті Боніфаціо, але це не завадило вбивству. Інший чоловік, присутній на злітній арені аеропорту, Роландо Галман, був застрелений незабаром після вбивства Акіно. Уряд Маркоса неправдиво стверджував, що Гальман був ініціатором убивства Акіно.
Розслідування під керівництвом судді Коразон Аграва призвело до висунення звинувачень у вбивстві двадцяти п’яти військовим і одному цивільному. Вони були виправдані Сандіганбаяном 2 грудня 1985 року в тому, що Верховний суд пізніше опише як «імітаційний судовий процес», замовлений самим «авторитарним президентом».
Після повалення уряду Маркоса інше розслідування визнало винними шістнадцять солдатів. У 1990 році Сандіганбаян засудив їх до довічного ув'язнення, рішення підтвердив Верховний суд. Деякі з них були випущені протягом багатьох років, останні в березні 2009 року.

Після масового вибуху протесту та невдоволення після вбивства Акіно опозиція продемонструвала кращі результати під час парламентських виборів у Філіппінах 1984 року порівняно з парламентськими виборами у Філіппінах 1978 року, отримавши 61 місце з 183 місць, або 33% від загальної кількості місць.

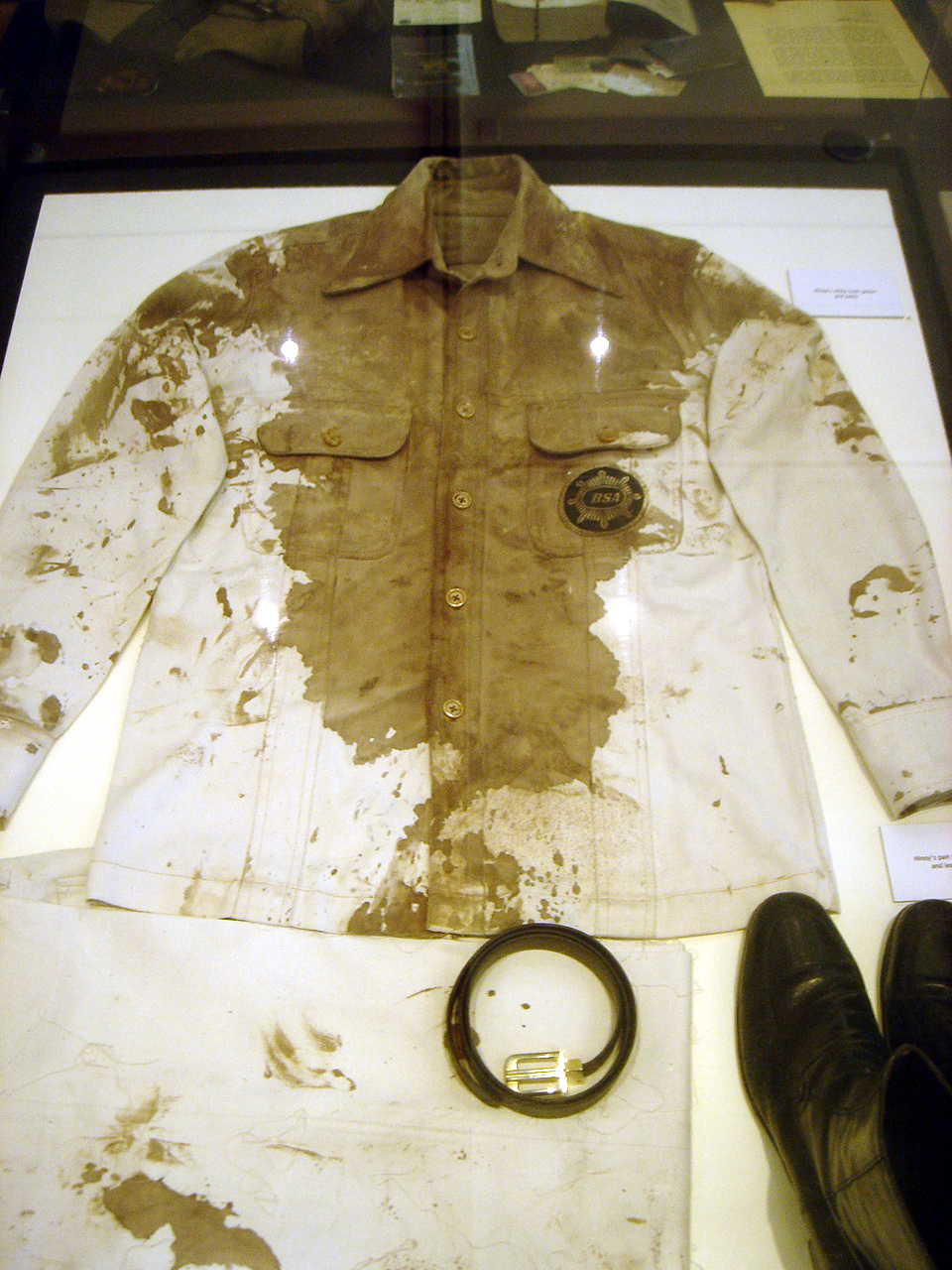
Закривавлена сорочка та одяг, які носив Акіно під час його вбивства, виставлені в Центрі та музеї Акіно в Тарлаку в липні 2008 року
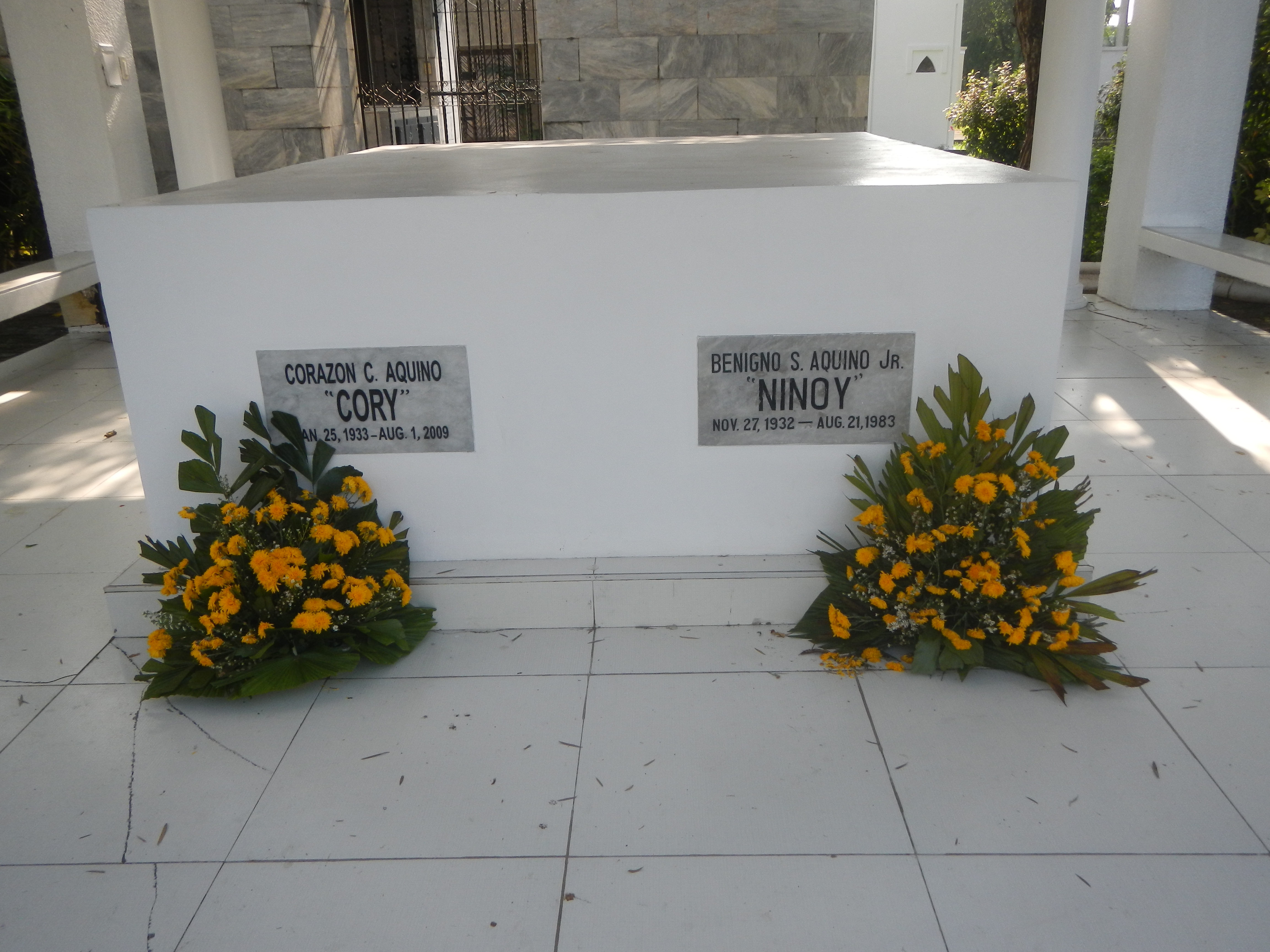
Могили Корасон і Ніноя Акіно, сфотографовані в жовтні 2017 року

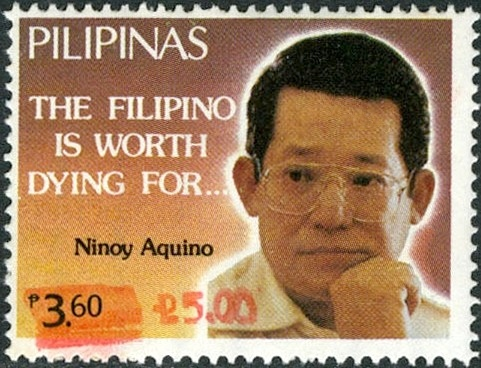
Ніной Акіно на марці Філіппін 2000 року

## Вшанування пам'яті
Міжнародний аеропорт Маніли (MIA), де він був убитий, був перейменований у Міжнародний аеропорт Ніноя Акіно (NAIA), а його зображення надруковане на купюрі в 500 песо разом із його дружиною.
25 лютого 2004 року президент Глорія Макапагал Арройо підписала Закон про Республіку 9256 у 21-у річницю його смерті як щорічне спеціальне неробоче свято на Філіппінах.
На їх честь споруджено кілька пам'ятників. Одним з них є бронзовий меморіал у Макаті біля Філіппінської фондової біржі. Ще одна бронзова статуя стоїть перед муніципальною будівлею Консепсьйон, Тарлак.
Акіно також був одним із перших, кого вшанували біля Bantayog ng mga Bayani, пам’ятника, присвяченого тим, хто виступав проти диктатури Маркоса, разом із колишніми колегами-сенаторами Хосе В. Діокно та Лоренцо Таньяда.

На його честь також було названо головну університетську бібліотеку Політехнічного університету Філіппін.

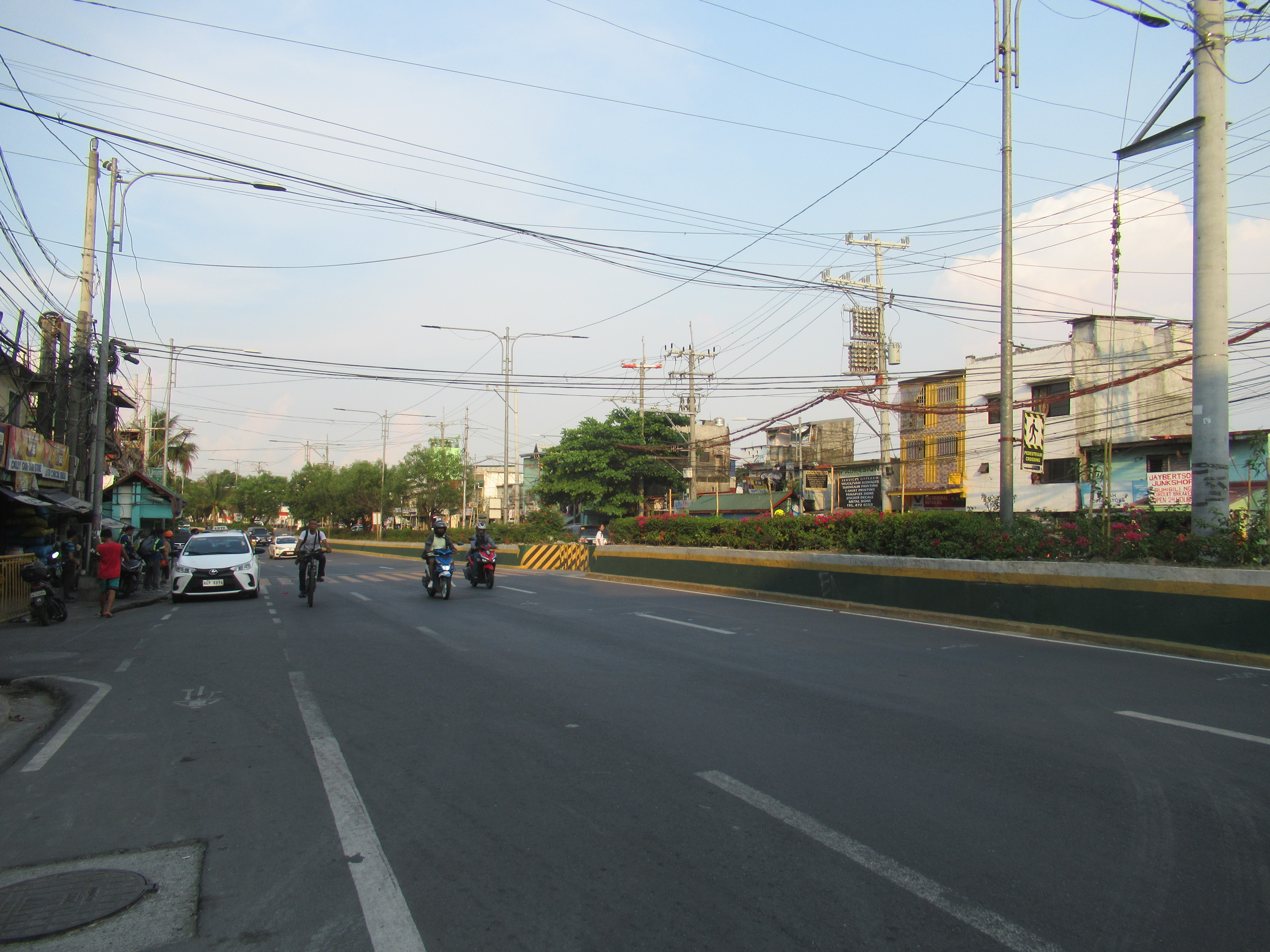
Авеню Ніноя Акіно у Санто Ніньо
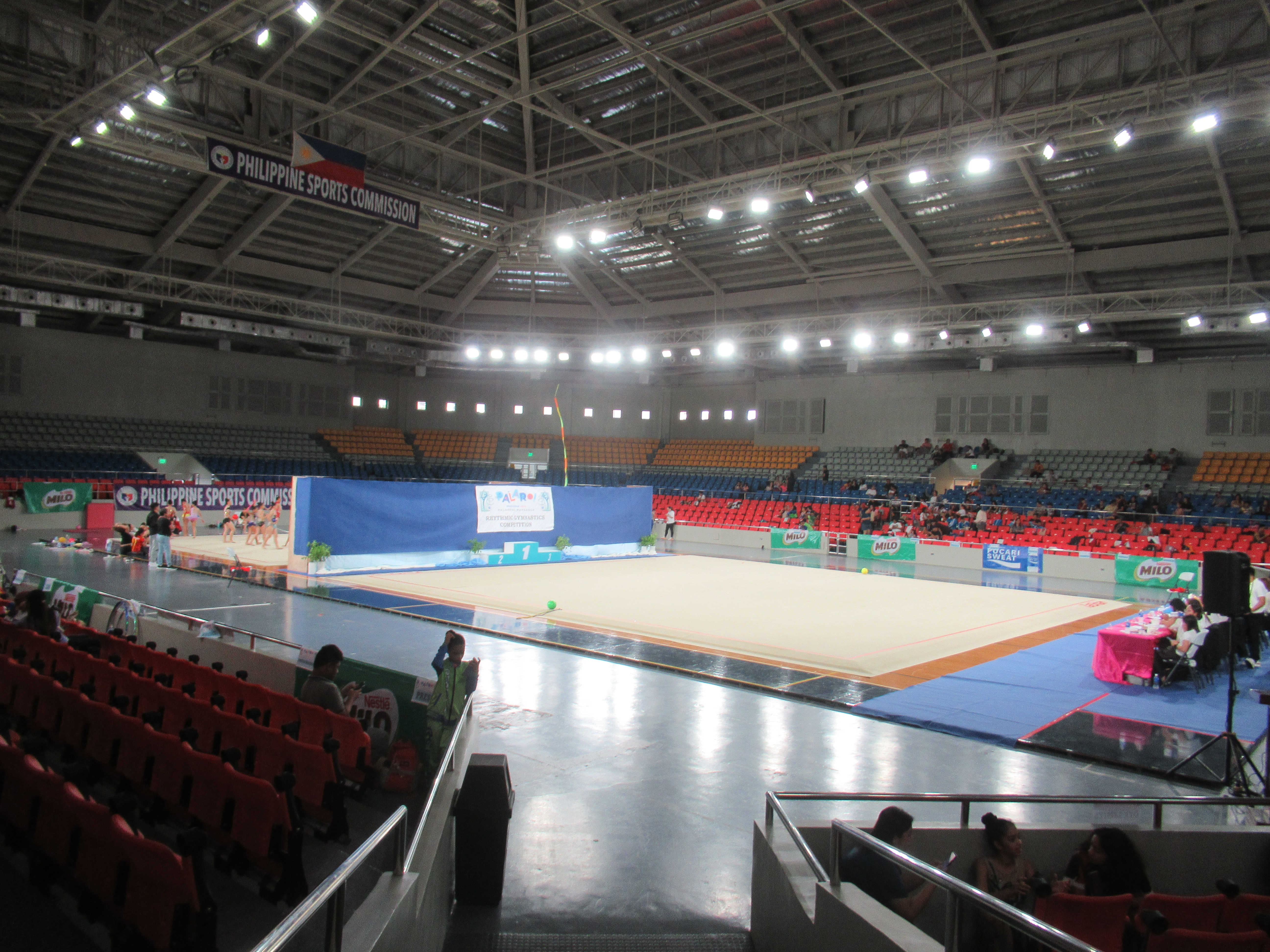
Стадіон Ніноя Акіно в Малате
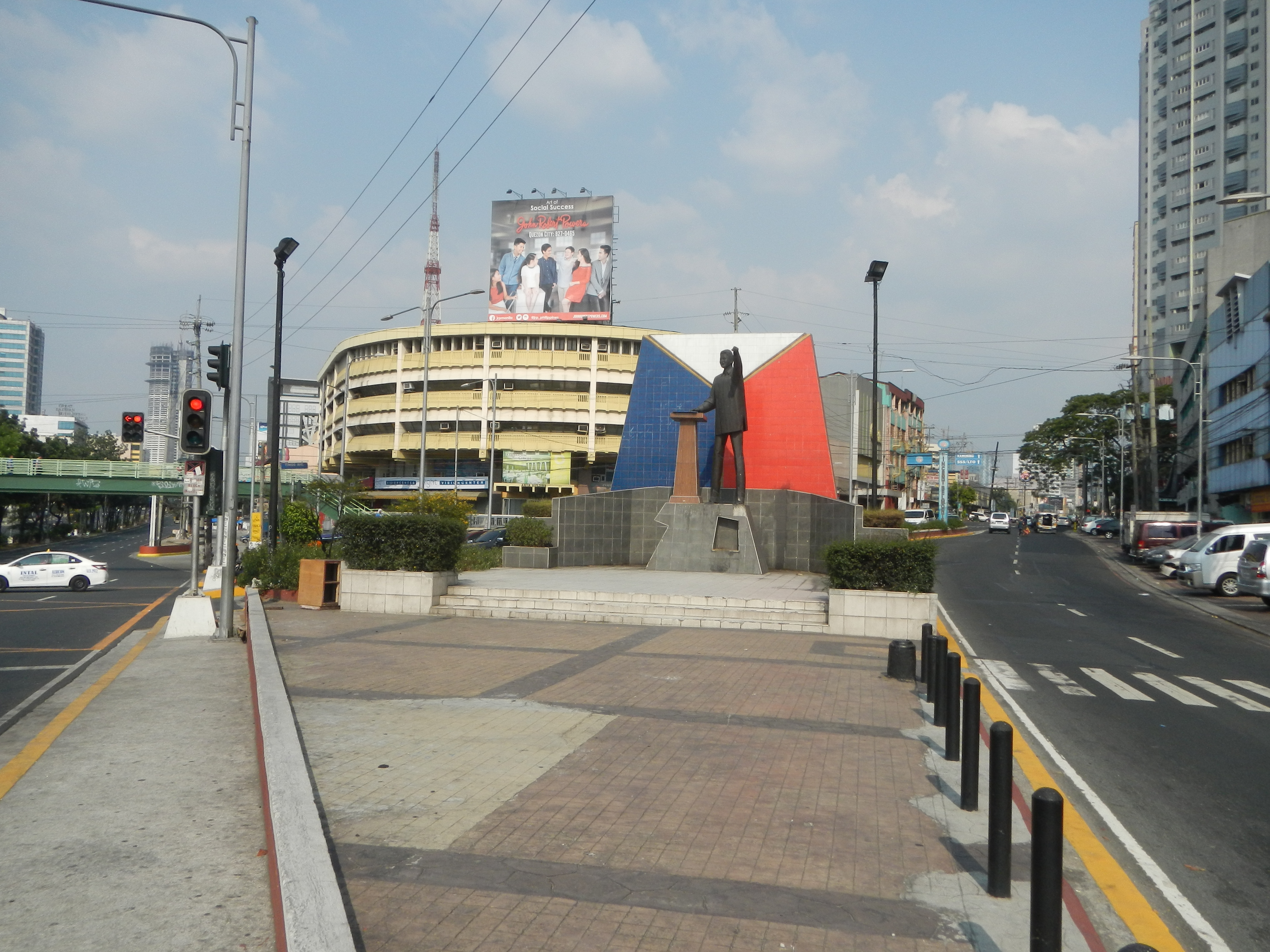
Пам'ятник Ніноя Акіно у місті Кесон-Сіті